# Гузенко Сергій Олександрович
Сергі́й Олекса́ндрович Гузе́нко (нар. 16 жовтня 1987 — 4 лютого 2019) — старший сержант Збройних сил України, учасник російсько-української війни.

## Життєпис
Народився 1987 року в селі Павлівка (Верхньорогачицький район, Херсонська область). 2004 року закінчив 11 класів Самійлівської школи. Ще під час навчання активно брав участь у спортивних заходах, за що отримав псевдо «Ребров», навіть замінював вчителя фізичного виховання, коли той був відсутній — мріяв і сам стати вчителем з цього предмету. Після школи деякий час працював трактористом на фермерському господарстві у своєму селі та охоронцем-інкасатором «ПриватБанку» в Новій Каховці.
З червня 2014 по травень 2015 року проходив службу за мобілізацією. Брав участь у боях за Іловайськ, Вуглегірськ, Дебальцеве та біля ДАП В грудні 2016-го підписав контракт; старший сержант, головний сержант 1-ї мотопіхотної роти 42-го батальйону «Рух опору» 57-ї бригади. З червня 2018 року мешкав у місті Берислав.
4 лютого 2019 року загинув вдень біля селища Опитне (Ясинуватський район) від кулі ворожого снайпера — прикривши собою побратима, дістав проникаюче наскрізне поранення грудної клітки з ураженням обидвох легень.
8 лютого 2018-го похований в селі Павлівка.
Без Сергія лишилися батько Олександр Миколайович та мама Валентина Іванівна, двоє старших братів та вагітна на той час дружина.

## Нагороди та вшанування
- орден «За мужність» III ступеня (11.02.2020, посмертно), — за особисту мужність і самовіддані дії, виявлені у захисті державного суверенітету та територіальної цілісності України[4]
- нагрудний знак НГШ «За взірцевість у військовій службі» ІІІ ступеню
- медаль «За зміцнення обороноздатності» (Міністерство оборони України)
- медаль «За участь у боях»
- медаль «За незламність духу»,
- медаль «За службу державі»
- пам'ятний знак «Іловайськ-2014»
- пам'ятний знак «Дебальцеве 2015»
- нагрудний знак «57-а окрема мотопіхотна бригада»
- медаль «Операція об'єднаних сил. За звитягу та вірність».